# Culture, Health & Sexuality
Culture, Health & Sexuality é uma revista acadêmica multidisciplinar revisada por pares que publica artigos multidisciplinares analisando a relação entre sexualidade, cultura e saúde; crenças e sistemas de saúde; estruturas e divisões sociais, e as implicações destas para a saúde sexual e o bem-estar individual, coletivo e comunitário. Publicado pela primeira vez em 1999, é o jornal oficial da International Association (Associação Internacional) para o Estudo da Sexualidade, Cultura e Sociedade. O editor-chefe de Culture, Health & Sexuality é Peter Aggleton.
A revista foi fundada por Susan Kippax (University of New South Wales, Austrália), Purnima Mane (UNFPA, Nova York, EUA), Richard Parker (Mailman School of Public Health, Columbia University, Nova York, EUA), e Barbara de Zalduondo.